# Filetta

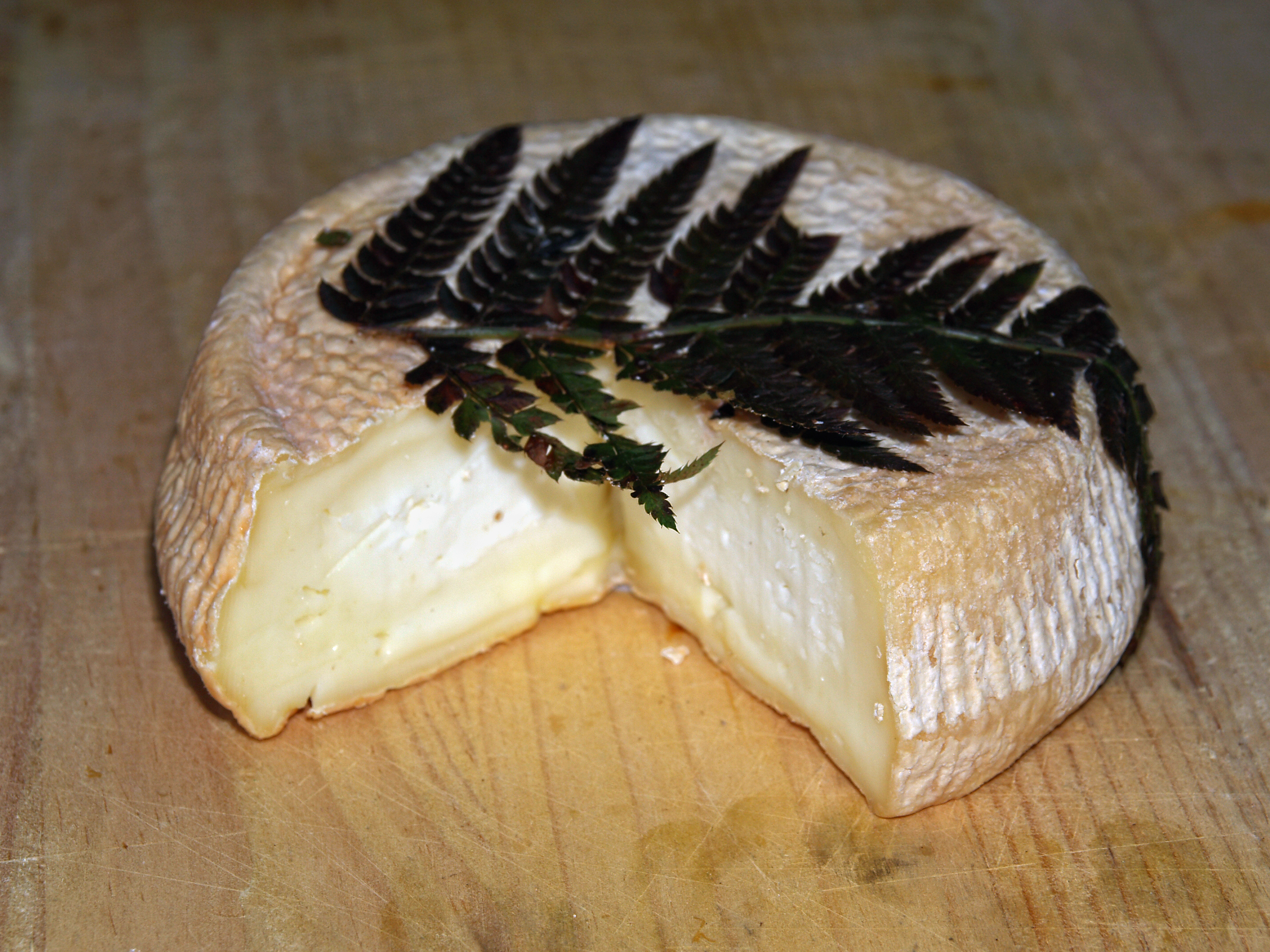

Filetta ist ein französischer/korsischer Weichkäse aus Rohmilch von Ziege oder Hausschaf.
Der Name des Käses leitet sich vom Begriff Filetta für Farnblätter ab, auf denen er typischerweise reift. Seit Fettgehalt liegt bei 45 %  Fett i. Tr. Der Geschmack wird als kräftig und intensiv beschrieben.

## Quelle
- Lexikon vom Käse, Komet Verlag GmbH, S. 128, ISBN 978-3-89836-733-2